# Mohall
Mohall település az Amerikai Egyesült Államok Észak-Dakota államában, Renville megyében, melynek megyeszékhelye is. Lakosainak száma 694 fő (2020. április 1.).

## Népesség
A település népességének változása:

| 2010 | 783 |
| 2020 | 694 |